# Арт (представа)
Арт је позоришна представа коју је режирао Владан Ђурковић према тексту Јасмине Резе.
Премијерно приказивање било је 14. априла 2018. године на сцени “Мата Милошевић” ФДУ у Београду.
Представа истражује пријатељство и ситуације на које наилазе дугогодишњи пријатељи.

## Радња
Оригинална прича написана је за три мушкарца, чије се пријатељство доведе у сумњу, када један од њих за велику суму новца купи једно бело платно, и у њему препозна врхунац савременог ликовног стваралаштва.
Представа се разликује од претходних поставки по томе што је прича транспонована и дешава се између три пријатељице, што мења читање комада.

## Улоге
| Лица | Глумци                  |
| ---- | ----------------------- |
|      | Бранкица Себастијановић |
|      | Ивана Дудић             |
|      | Анита Стојадиновић      |